# Mecaphesa decora
Mecaphesa decora là một loài nhện trong họ Thomisidae.
Loài này thuộc chi Mecaphesa. Mecaphesa decora được Richard C. Banks miêu tả năm 1898.